# 斯特凡·沃伊捷克

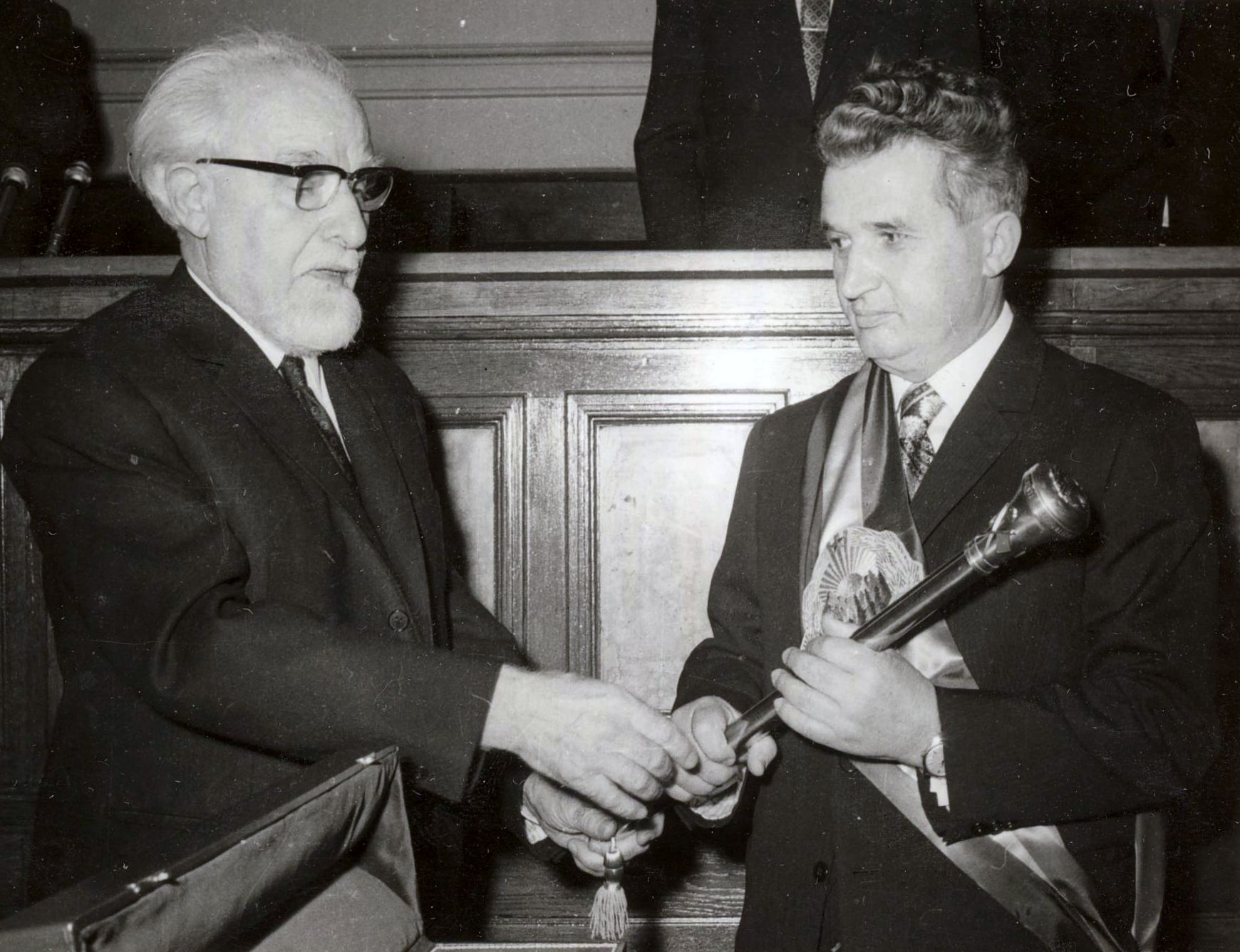
1974年，齐奥塞斯库从罗马尼亚大国民议会主席斯特凡·沃伊捷克接过总统权杖

斯特凡·沃伊捷克（羅馬尼亞語：Ştefan Voitec；1900年6月19日—1984年12月24日），罗马尼亚社会民主党总书记、罗马尼亚工人党中央政治执行委员会委员，罗马尼亚部长会议副主席、大国民议会主席、国务委员会副主席。

## 生平
1900年，出生于罗马尼亚西南部的奥尔特县科拉比亚的知识分子家庭。
1918年，加入罗马尼亚社会党。
1925年，任社会党机关报《社会主义》报编辑。
1927年，在《新世界报》、《无产者报》、《自由报》从事编辑工作。参与改组社会党为罗马尼亚社会民主党。
1927年，为罗马尼亚社会民主党政治局委员。
1939年，任罗马尼亚社会民主党中央执行委员会书记。
二战期间，积极促成罗马尼亚社会民主党与罗马尼亚共产党的合作。
1944年，任罗马尼亚社会民主党总书记。5月，社会民主党与罗马尼亚共产党，建立反法西斯统一战线。
8月，八·二三革命，参加罗马尼亚联合政府。
1945年，任教育部长。
1946年，作为罗马尼亚政府代表团成员参加巴黎国际和平会议，签署《对罗马尼亚和约》。
1947年，废除君主制，建立共和国。12月3，任罗马尼亚人民共和国大国民议会副主席，参与制定《罗马尼亚人民共和国宪法》。
1948年，罗马尼亚共产党和罗马尼亚社会民主党合并为罗马尼亚工人党，为党中央政治局委员。4月，任罗马尼亚人民共和国部长会议第三副主席兼教育部、社会事务部、文化部的工作。
1949年，任消费合作社中央理事会主席。
1952年，被解除中央政治局委员职务，赋闲。
1955年，复出，任国内贸易部部长、党中央政治局候补委员。
1956年，任部长会议副主席。
1957年，兼任消费品工业部部长。
1961年，任国务委员会副主席、大国民议会主席。
1974年，支持尼古拉·齐奥塞斯库为罗马尼亚社会主义共和国总统，主持总统的宣誓就职仪式，并授予象征国家元首至高无上权力的总统权杖和总统绶带。 3月，为罗马尼亚社会主义共和国国务委员会副主席。5月，兼任罗马尼亚社会主义民主和团结阵线全国委员会副主席。
1980年，兼任社会主义民主和团结阵线全国委员会第一副主席、任罗马尼亚社会主义共和国最高教育委员会主席。
1982年，兼任罗马尼亚经济和社会发展最高委员会副主席。
1984年，逝世。